# Sexy Star
Dulce María García Rivas (Monterrey, 20 de setembro de 1982), mais conhecida como Sexy Star ou Sexy Dulce, é uma lutadora de wrestling profissional, boxeadora, e lutadora de artes marciais mistas mexicana. Trabalhou na Lucha Libre AAA Worldwide (AAA) e na Lucha Underground.
Entre suas conquistas, foi tricampeã feminina, destacando-se por ser tricampeã da Campeonato Reina de Reinas de AAA, uma vez campeã mundial AAA de casais mistos e também venceu Aztec Warfare III (Guerra Azteca III) e foi a primeira mulher a ser campeã mundial.
Até agora, ela é a única mulher mexicana a competir em pelo menos uma luta de boxe, artes marciais mistas e luta profissional.

## Carreira no wrestling profissional

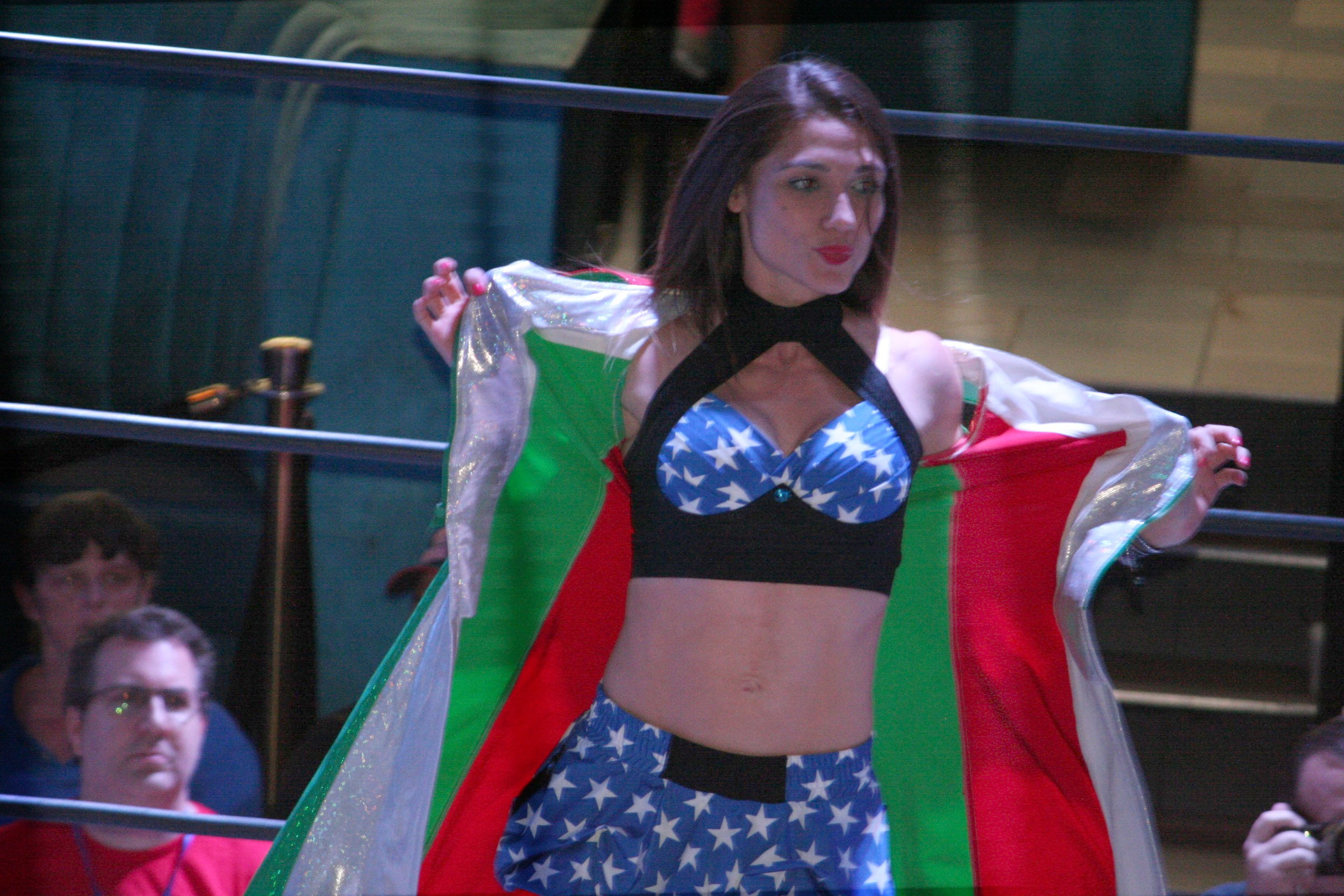
Sexy Star em 2017

### Inicios da carreira (2007–2009)
Algumas semanas depois de perder o FILL Women's Championship, García fez sua estreia no AAA como a personagem mascarada Sexy Star. Sua primeira partida pela AAA a viu perdendo em uma partida do tipo Relevos Atomicos de Locura (espanhol para Relé atômico da loucura), onde se juntou a Billy Boy, Octagóncito e Pimpinela Escarlata, perdendo para Faby Apache, Gran Apache, Mini Chessman e Polvo de Estrellas. Depois de ingressar na AAA, ela recebeu treinamento adicional de Abismo Negro e Gran Apache, a principal treinadora de lutadores femininos da AAA. Sexy Star participou do torneio Reina de Reinas (espanhol para Rainha das Rainhas) de 2007 e foi uma das seis mulheres a sobreviver a uma partida do torneio cibernético de 16 mulheres. Nas finais do torneio, Tiffany venceu Sexy Star, Cinthia Moreno, Faby Apache, Miss Janeth e Rossy Moreno para vencer o torneio. No ano seguinte, Sexy Star competiu novamente no torneio anual Reina de Reinas, mas perdeu para Mari Apache em uma luta de cinco jogadores que também incluiu Chikayo Nagashima, Martha Villalobos e Sonoko Kato.
O primeiro grande enredo AAA de Sexy Star começou no início de 2009, quando ela foi incluída em um longo enredo entre Billy Boy e Faby Apache, que são um casal na vida real. Ela foi apresentada como o novo objeto de afeto de Billy Boy depois que Billy Boy se virou contra Faby Apache. Quando Aero Star entrou em cena como um potencial pretendente de Faby Apache, Billy Boy agiu como se não se importasse, já que ele próprio havia encontrado um novo amor em Sexy Star, que no processo também se tornou um heel. Durante uma gravação de televisão em 21 de março de 2010, Aero Star veio ao ringue e pediu permissão a Gran Apache para convidar Faby Apache para sair, o que levou Billy Boy a invadir o ringue e atacar Aero Star. A história evoluiu e viu os quatro envolvidos em uma Lucha de Apuesta Steel Cage match, onde a última pessoa no ringue rasparia o cabelo ou seria forçada a desmascarar. A luta aconteceu no show Verano de Escándalo 2009 e ficou com Faby Apache e Billy Boy na jaula, após o qual Faby Apache derrotou Billy Boy. Após a luta, o cabelo de Billy Boy foi raspado enquanto Faby Apache comemorava a vitória.

### Campeã Rainha das Rainhas (2009–2016)
Após a derrota, a história passou a focar mais na rivalidade entre ela e Faby Apache e menos em Billy Boy. Os dois se enfrentaram em uma luta de Bull Terrier pelo AAA Reina de Reinas Championship de Faby Apache durante o evento Héroes Inmortales III da AAA, no qual Sexy Star conquistou a vitória devido à interferência de membros da La Legión Extranjera, Jennifer Blade e Rain. A história entre Sexy Star e Faby Apache continuou na Guerra de Titanes de 2009, onde Star conquistou mais uma vitória na Lucha de Apuesta, graças à interferência de La Legión. Na mesma noite, Cinthia Moreno retornou à AAA, aliando-se a Faby Apache na luta contra La Legión. Isso significou que Moreno, Faby e sua irmã Mari Apache enfrentaram Sexy Star, Rain e Christina Von Eerie durante o evento Rey de Reyes 2010, uma partida que Moreno venceu para seu time ao derrotar Sexy Star durante uma entrevista pós-Rey. de Reyes, Sexy Star afirmou que as Apaches e Cintia Moreno nada mais eram do que empregadas domésticas, levando a AAA a marcar uma luta entre Cinthia Moreno, Faby e Mari Apache contra Sexy Star, Rain e Jennifer Blade no uma partida da Triplemania XVIII onde quem fosse derrotado ou finalizado teria que ser escravo do time vencedor por um mês. Na Triplemania, La Legión derrotou Moreno y las Apaches, quando Blade derrotou Mari, graças em parte à arbitragem parcial de Hijo del Tirantes. Após a partida, Konnan ordenou que Mari Apache começasse imediatamente seu trabalho de limpeza, limpando seu vestiário. A estipulação expirou em 6 de julho de 2010.
Em 14 de agosto no Verano de Escándalo, Sexy Star perdeu o Campeonato Reina de Reinas para Mari Apache em uma luta de duplas de seis pessoas, onde ela, Alex Koslov e Christina Von Eerie enfrentaram os Apaches e o Aero Star. título, ela viajou para Tampa, Flórida, para participar dos testes do Florida Championship Wrestling (território de desenvolvimento da WWE), mas foi rejeitada pela promoção. AAA então removeu Sexy Star de La Legión Extranjera e a rebaixou para partidas de abertura aleatórias ou simplesmente não a contratou, eventualmente levando-a a considerar um salto para o Consejo Mundial de Lucha Libre. Finalmente, em março de 2011, Sexy Star começou a aparecer novamente com La Legión Extranjera sob a bandeira La Sociedad, juntando-se a Jennifer Blake e rivalizando com os Apaches e a recém-estreada Lolita. Em 18 de junho na Triplemanía XIX, Sexy se juntou a Angelina Love, Mickie James e Velvet Sky da promoção TNA para derrotar Cynthia Moreno, Faby Apache, Lolita e Mari Apache.
No dia 16 de dezembro no Guerra de Titanes, Sexy Star derrotou Pimpinela Escarlata em uma luta Lumberjack para ganhar o Campeonato AAA Reina de Reinas pela segunda vez. Em 18 de março em Rey de Reyes, ele participou de uma luta em uma jaula de aço para doze pessoas, Hairs vs. Máscaras, que eventualmente chegaram a ela e ao Pimpinela Escarlata. No final, ele conseguiu escapar da jaula, forçando Escarlata a raspar a cabeça. No dia 19 de maio, em sua primeira defesa de título, Sexy Star derrotou Cynthia Moreno, Faby Apache e Lolita em uma luta de Bull Terrier. Em 27 de novembro, ela colocou seu Campeonato AAA Reina de Reinas em jogo no torneio Reina de Reinas 2012, que a AAA realizou em colaboração com Pro Wrestling Wave no Korakuen Hall em Tóquio. Depois de derrotar Jennifer Blake em sua partida de abertura, ela derrotou Kaguya nas finais para vencer o torneio e reter o Campeonato Reina de Reinas.
Em 19 de fevereiro de 2013, Sexy Star desocupou o Campeonato Reina de Reinas e ficou inativa por motivo não revelado, que mais tarde foi revelado ser sua gravidez. Ela retornou à AAA em 8 de dezembro do mesmo ano no Guerra de Titanes, participando de uma luta em uma jaula de aço de oito jogadores, Hair vs. Cabelo. Ela conseguiu escapar da jaula, salvando o cabelo. Em 19 de abril de 2014, Sexy Star e Pentagón Jr. derrotaram Drago e Faby Apache, e Dark Cuervo e Mari Apache em uma luta three-way para ganhar o AAA World Mixed Tag Team Championship pela primeira vez.
Em 5 de fevereiro de 2016, ela anunciou que estava renunciando ao AAA World Mixed Tag Team Championship. Mais tarde naquele mês, foi noticiado que García havia deixado a AAA. Ela teria entrado em contato com o escritório da AAA, afirmando que estava se aposentando do wrestling profissional.

## Carreira no boxe
Em 2 de julho de 2016, García desmascarou-se em um evento de boxe na Cidade do México e anunciou que mudaria de profissão e se tornaria boxeadora profissional.
No dia 22 de abril de 2017, García saiu vitorioso em sua estreia no boxe, derrotando Yanely Ceja Hernández no quarto round por decisão unânime.

## Carreira no MMA
Em março de 2017, após carreiras no wrestling e no boxe, García demonstrou interesse em seguir carreira no MMA, sendo uma das poucas lutadoras a tentar a sorte em três modalidades diferentes. Dez meses depois, foi noticiado que ele estava em negociações com a promoção Combate Américas.
No dia 19 de fevereiro de 2019, foi anunciado que García assinou com o Combate Américas. No dia 12 de abril estreou, derrotando Mariana Ruiz.
Sua próxima luta foi contra Anali Lopez em 7 de dezembro de 2019 no Combate Américas: Tito vs. Alberto, onde venceu a luta no primeiro round por finalização.
No dia 30 de abril de 2021, ela enfrentou Claudia Díaz no Combate Latina, perdendo a luta por nocaute técnico no segundo round. Até então, seria sua última luta de MMA, pois ela decidiu focar na carreira de lutadora profissional.